# WinDirect
A WinDirect egy magyar fejlesztésű vállalatirányítási rendszer, a Commit Kft. terméke. A WinDirect különlegessége az ERP piacon, hogy nyíltnak tekinthető szoftverrendszerről van szó. Ez azt jelenti, hogy az üzleti szabályrendszer forrás nyelven megtalálható az összes partnernél, és ahol van kiképzett belső informatika, ott gyakorlatilag házon belül is fejleszthető, „hangolható” (tuningolható) az alkalmazás. Ez a lehetőség nem kötelező érvényű, a rendszer üzemeltetése és a módosítási igények nem feltétlenül igénylik belső informatika jelenlétét. A legtöbb vállalatnál belső informatika nélkül üzemel a WinDirect.
A WinDirect-et fejlesztő Commit Kft. egy külön nyelvet fejlesztett a rendszerhez (SCRIPT nyelv, amely nyitott az SQL-ek, webes, stb. irányok felé), amellyel ő maga is megvalósította a standard alaprendszer szakmai funkcionalitását.

## Történet
A WinDirect technológiájának előzményei még a '80-as évektől eredeztethetők. Ekkoriban indult el Magyarországon a maga korának egyik legnagyobb hazai szoftverfejlesztéses projektje, a ReMIND szoftver fejlesztése. Ez egy szoftverkészítő szoftver (lényegében technológia) volt, amely Clipper kódot generált, és nemzetközi elismertséget is szerzett. amelyben óriási lehetőségek lakoztak, elismertsége nemzetközi szinten is számottevő volt. A fejlesztőcsapat ugyanis ezzel a szoftverrel kétszer szerepelt szoftver-világbajnokságon, egyszer bronzérmes is lett. A ReMIND számos szoftverfejlesztő számára hasznos eszköznek bizonyult.
A ReMIND projekt után az egyik projektvezető, Márton Károly saját vállalkozásba kezdett. Elkészült a Direct nevű DOS-os ügyviteli szoftver, ami a WinDirect közvetlen elődjének tekinthető. A Windows technológia elterjedése és a DOS-os világ visszaszorulása miatt a Direct is elavult, így szükséges volt a windowsos alapra áttérni. A DOS-os technológiájú szoftver életútja véget ért, Győrfi Miklós csatlakozásával 1997-ben megalakult a Commit Kft, és az értékes know-how-t megtartva az alapoktól kezdve teljesen új fejlesztés indult Győrfi Miklós fejlesztési vezető irányításával. Ennek eredménye lett a WinDirect integrált vállalatirányítási rendszer, amely 2000-től lett piacképes. Már a fejlesztés kezdetén ('90-es évek vége volt ekkor) deklarált cél volt a szoftver nyílt technológiája, mindez akkor, amikor a nyílt, open-source szoftverekkel kapcsolatos koncepciók épp csak éledezni kezdtek világszinten. Ez a nyíltság a nagyfokú rugalmasság mellett a fejlesztő cég által létrehozott külön nyelvnek, a SCRIPT nyelvnek köszönhető. A Commit Kft. a WinDirect rendszert folyamatosan fejleszti, újabb verziókat ad ki. Az ERP piacon a WinDirect rendszer nyílt technológiája még a mai napig is különlegességgel bír.

## WinDirect modulok és funkciók
A WinDirect moduláris felépítésű, integrált vállalatirányítási rendszer. Főbb moduljai és lehetőségei:

### Termelés, gyártás modul[13][14]
- Összeszerelés-, szétszerelés jellegű gyártások kezelése
- Folyamatos gyártás menedzselése
- Egyedi gyártmányok
- Árajánlatok, előkalkuláció vagy hasonló gyártás utókalkulációja alapján
- Kiinduló vevői rendelés(ek), rendelésmódosítások
- Megrendelések teljesíthetősége, határideje
- Gyártási technológia megtervezése, technológiai utasítások
- Műveletek (egymás utáni, paralel, egymásba ágyazott műveletsorozatok)
- Gyártási terv
- Műveleti munkalapok
- Minőség-ellenőrzés
- Bérmunka kezelése
- Műszakok menedzselése
- Szabad gyártási kapacitások (eszközök, gépek erőforrásai)
- Humán erőforrások, élő munkaigény, szaktudások kezelése
- Időbeli ütemezés, átütemezés
- Gantt-diagramok
- Gyártóeszközök karbantartása (karbantartási napló)
- Gyártás kiadása
- Gyártás lezárása
- Raktározott anyagok belső logisztikai műveletei
- Gyűjtők, kvóták definiálása
- Költségelemzés, költségleosztás (alapanyag, direkt, előkalkulált, felmerülő, leosztott)
- Gyártási árumozgások
- Sarzskezelés, termékkövetés, visszahívhatóság
- ISO kompatibilitás, LEAN Management szempontok
- Üzemek
- Műszakok
- Alkalmazottak (képesítések)
- Termelési eszközök (típusok, fajták, eszközök)
- Műveleti csoportok
- Műveletközi állapotok
- Teljes pénzügyi előkalkuláció
- Teljes pénzügyi utókalkuláció
- Tervezhető gyártások
- Időbeliség kezelése (több lépték)
- Erőforrás-kiosztás (gépek, szerszámok, munkaerők)
- Potenciális készletkezelés, készlettervezés
- Optimális alapanyag beszerzés
- Gyártás nyomonkövetése
- Gyártási árumozgatások követése
- Gyártási anyagszámítás
- Önköltségszámítás
- Készletérték újraszámítás
- Gyártás újraszámítás
- Általános alkalmazotti és eszköz gyűjtők (bér, teljesítmény, üzemóra, károsanyag-kibocsátás, stb. mérhetősége)
- Vonalkód-olvasóval történő munka
- Képek, dokumentációk, tervrajzok, táblázatok, stb. hozzárendelése bizonylatokhoz
- Online kapcsolati lehetőségek gépekkel, berendezésekkel
- CAD-rendszer integrációs lehetőség
- Terminál emulációs lehetőség
- Távoli munka menedzselése

### Készletgazdálkodás modul[2][15][16]
- Potenciális készlet (készlettervezés a jövőre nézve, a rögzített bizonylatok, tényadatok alapján)
- Raktárfogyási statisztika (készlettervezés a jövőre nézve, a múlt statisztikái, tendenciák, szezonalitás alapján)
- Vevői-, szállítói ajánlat
- Vevői-, szállítói megrendelés
- Vevői-, szállítói megrendelés módosítása
- Raktári ki- és betárolás, raktárközi mozgás
- Kitárolás/betárolás, beszerzés/értékesítés
- Kimenő- és bejövő számlák
- Partner (vevő/szállító) nyilvántartás
- Termék-nyilvántartás
- EKÁER online bejelentés
- Különböző termék/szolgáltatás jellegek
- Cserélendő / Cserére adott termék
- Javítás bizonylatok
- Termék attribútumok kezelése
- Több raktár, vámraktárak
- Raktárak készlete
- Termékkarton kezelése
- Készletérték számítás (adott dátumra, visszamenőlegesen is)
- Címkekezelés (raktárhely), lejárat, garancia
- Sorozatszámok, vonalkódok kezelése
- Raktári kalibráció
- Többféle ártípus (árlista) kezelése, árképzés, kedvezmények
- Pénznemek és árfolyamok
- Leltár
- Selejtezés

### Logisztika modul[17][18]
- Tárolási egységek (raklap) kezelés
- Vonalkódos hely- és áruazonosítás
- Vizuális raktártérkép
- Tárolási utasítások (akár elektronikusan is fogadható)
- Érkeztetés, Betárolás/kitárolás, Kiszedési terv, Komissiózás
- EKÁER online bejelentés
- Áttárolás, raktárközi mozgás, átminősítés
- Leltározás (utólag is)
- Számlázási alapok kezelése
- Vevői / szállítói visszáru
- Automatikus / manuális helyadás
- Vámkezelési támogatás
- Raktári szolgáltatások (számlázási alap) rugalmas kezelése
- Webes kapcsolati lehetőség
- Több raktár, vámraktárak, tárolók (fiktív, karantén, bizonylat, személy)
- Termékkarton kezelése
- Címkekezelés (raktárhely, sarzs), lejárat, garancia
- Sorozatszámok, vonalkódok kezelése
- Termék attribútumok kezelése (térfogat, hőmérséklet, tömeg, stb.)
- Mennyiségi egység konverziók
- Projekt munkaszám kezelés
- Számos beépített kimutatás, statisztika
- Készlet lekötések, lekötés felszabadítások
- Potenciális készlet kezelése
- Készletszintek figyelése, tetszőleges számú készletszint
- Automatikus műveletek manuális módosítási lehetősége

### Kereskedelem modul[2][19][20]
- Vevői-, szállítói ajánlat
- Vevői-, szállítói megrendelés
- Vevői-, szállítói megrendelés módosítása
- Raktári ki-, és betárolás, raktárközi mozgás
- Kitárolás/betárolás, beszerzés/értékesítés
- Kimenő-, és bejövő számlák
- Direkt értékesítés/beszerzés
- Partner (vevő/szállító) nyilvántartás
- CRM, eseménynapló
- Termék-nyilvántartás
- Különböző termék/szolgáltatás jellegek
- Termék attribútumok kezelése
- Vásárlói szokások, statisztikák
- EKÁER online bejelentés
- Work-flow integráció
- Kiegészítő, együtt ajánlható termékek
- Helyettesítő termékek
- Több raktár, vámraktárak
- Raktárak készlete (raktáranként és összesen)
- Potenciális készlet
- Raktárfogyási statisztika, tendenciák, szezonalitás
- Termékkarton kezelése
- Címkekezelés (raktárhely), lejárat, garancia
- Sorozatszámok, vonalkódok kezelése
- Többféle ártípus (árlista) kezelése, árképzés, kedvezmények
- Pénznemek és árfolyam
- E-kereskedelem megoldások (webáruház, EDI, e-számla, stb.)

### Projektmenedzsment modul[21][22]
- Projektek létrehozása
- Projekt bizonylatok
- Az összes WinDirect bizonylat kapcsolódik a projekthez
- Terv és tényadatok összevetése
- Kimutatási lehetőségek projektre vetítve
- Projektek / munkaszámok szerinti könyvelési lehetőség
- Projekt szerinti lekérdezhetőség
- Projekt dokumentációk kezelése
- Költségelemzés, költségleosztás (alapanyag, direkt, előkalkulált, felmerülő, leosztott)
- Ütemezés, átütemezés, Gantt-diagramokon
- Munkalapok
- Képek, dokumentációk, tervrajzok hozzárendelése bizonylatokhoz, projekt műveletekhez
- Projekt munkaszám
- Projekt csoportok
- Projekt érvényesség kezelése
- Tervezett összeg
- Helyszín, projekt témák
- Költséghely / költségviselő
- Projekt vezető, egyéb résztvevők
- Résztvevők és témák összerendelése
- Tételenként projekt munkaszám
- Projekthez tartozó bizonylatok lekérdezése
- Optimális alapanyag beszerzés
- Teljes pénzügyi előkalkuláció
- Teljes pénzügyi utókalkuláció
- Időbeliség kezelése (több lépték)
- Erőforrás-kiosztás (gépek, szerszámok, munkaerők)

### Pénzügy modul[2][23][24]
- Kimenő / bejövő számlák, kiegyenlítések
- Kimenő / bejövő előlegbekérők
- Export, import számla
- Pénznemek és árfolyam, eltérő pénznem(ek)ben történő kiegyenlítés, árfolyamnyereség / -veszteség
- Kompenzáció, bejövő / kimenő számlákra
- Bankok, bankszámlák, bankszámlaszámok, kipontozási lehetőség
- Banki terminál interface, oda-vissza kommunikáció
- Bankszámla jelenlegi / várható egyenlege
- Egyeztetés, kamatok, költségek
- Átutalási idő
- Pénztárkezelés, bevételi / kiadási pénztárbizonylatok
- Pénztárnyitás / pénztárzárás
- Elszámolásra kiadás / visszavét
- Többféle pénznem
- Címletezés
- ÁFA bevallás, ABEV export
- Intratat jelentés
- E-számla, EDI megoldások
- Utalás összege, számla hátralék, elszámolt összeg, kiegyenlítés összege, bejövő / kimenő forgalom összesen
- Helyesbítések, jóváírások, stornók, proformák, nyomtatványok
- Több részletben történő kiegyenlítések
- Törvényi megfelelőség
- Rendszeres számlázás
- Kedvezmény szabályok
- Költséghely / költségviselő
- Projekt munkaszám
- Előző / következő bankszámlakivonat, egyenlegek
- Folyószámla információk
- Pénzforgalmi kimutatások és grafikonok
- Cash-flow tervezés, ellenőrzés
- Kinnlevőségek, tartozások
- Késedelmi kamat, fizetési felszólítások
- Áfa kimutatások
- Értékszámítások (készlet, devizakészlet)

### Főkönyv modul[2][25][26]
- Pénzügyi kartonosztályok (számlatükör, és a vezetői információ kialakításához szükséges kontrolling adatok felvitelének lehetősége)
- Feladások (az ügyvitelben rögzített bizonylatok főkönyvbe kerülésének első szintje, amely elsősorban ellenőrzésre szolgál)
- Kontírozások (gyors, auto, kézi), kontírkód programok
- Kontírozási kód programok (Az automatikus kontírozások létrehozásának helye, akár származtatással is)
- Szelekciós feltételek (Lehetőség van olyan feltételrendszerek kialakítására, amellyel a gazdasági események gyorsan és hibamentesen automatikusan kikontírozódnak, kiszűrve a felhasználói hibázás lehetőségét is.)
- Főkönyvi kimutatások (Mérleg, eredmény, Cash Flow, Egyéb pénzügyi és Vezetői számvitelt segítő/alátámasztó kimutatások és mutatók létrehozásának lehetősége)
- Listák (Főkönyvi kivonat, Könyvelési karton, Vevő-, Szállító folyószámla egyeztető, Korosított folyószámla egyeztető, Áfa analitika, Naplólista, stb.)
- Értékszámítások
- Digitalizált bizonylatok, scannelés, fájlcsatolások
- Főkönyvi zárás, nyitás (némi beparaméterezést követően automatikusan történik)
- Áfa bevallás (göngyölített Áfa, ténylegesen visszaigényelhető Áfa, átvihető Áfa)
- Adóösszesítés
- Önellenőrzés
- Tárgyi eszköz
- Tárgyi eszköz karton
- Készletérték automatikus könyvelése
- Forráseszközök
- Eszközök beruházásai
- Leírási adatok (Számviteli / Adótörvény szerinti)
- Eszközök módosítása (Aktiválás, Eladás, ÉCS, Felújítás, Lezárás, stb.)
- Eszközök számviteli / ÉCS csoportosítása
- Automatikus ÉCS
- ÉCS - történelem
- Automatizmusok, időzítések
- Pénzügyi kartonrendszer (vezetői számvitel)
- Szervezeti egység- és munkaszámokra történő könyvelés lehetősége
- Mérleg, eredmény-kimutatások
- Cash Flow tervezés
- Automatizálható évzárás, -nyitás
- Automatikus árfolyam különbözet kezelés
- FIFO, átlagár, súlyozott átlagár, stb. módon való készletértékelés
- Átjárhatóság az analitika és a főkönyv között
- Bizonylatról történő gyorskontírozás
- Felhasználói felületen definiálható egyeztető listák
- Automatikus (feltételrendszer alapján előre definiálható) kontírozás
- Költséghelyekre, költségviselőkre való kontírozás
- Feladás definíciók átszerkeszthetősége
- Automatikus, kézi ill. sablonnal történő kontírozások
- Automatikus Écs számítás (és automatikus feladása a könyvelés fele)
- Kontrolling, vezetői információk
- Költségcentrumok
- Főkönyvi kimutatások, listák (bankegyeztető, pénztáregyeztető, bejövő/kimenő számla egyeztető, főkönyvi készlet egyeztető, stb.)
- Ellenőrző pontok
- Projekt munkaszám

### Vezetői információk[27][28]
- Teljes körű keresési, szűrési, lekérdezési lehetőség minden WinDirect bizonylaton
- Öntanuló lehetőségek, mentett gyakori lekérdezések (paraméteresen is)
- Tetszőleges adat export Word, Excel, PDF, LibreOffice, egyéb formátum (XML, CSV, DSM, stb.) felé tovább-feldolgozásra
- Elemzési, kimutatási lehetőségek (pénzügyi mérlegek, eredménykimutatások, cash-flow, értékesítési statisztikák, stb.)
- Költségcentrumok (költséghelyek, költségviselők kezelése, vetítési eljárások)
- Cash Flow tervezés
- Egyeztetők (bank, pénztár, bejövő számla, készlet, áfa-főkönyv)
- Egyéni listák, kimutatások, grafikonok tetszőleges kialakítása
- Közvetlenül e-mailezhető (többféle formátumban: txt, RTF, BMP, JPEG, HTML, PDF, wmf), faxolható, nyomtatható, lementhető kimutatások
- Internet böngészőből távolról is elérhető, lekérdezhető aktuális kimutatások (bank, pénztár, kintlévőségek, fekete lista, szürke lista, áfa, készlet, stb.)
- Távoli mobil eszközön (okostelefon, Iphone, netbook, stb) elérhető vezetői információk
- Automatikus, rendszeres e-mail-küldés az aktuális kimutatásokról, eseményekről, teendőkről (naponta, hetente, havonta, stb.)
- SMS küldési lehetőség
- E-mailben vagy SMS-ben visszaüzenési lehetőségek, akciók indukálása a rendszerben
- Integrált Adatbányász modul (a teljes adathalmazból tetszőleges adatok összeválogatása, új lekérdezések, böngészők létrehozása)
- Integrált Analízis, adatelemző modul (dinamikus, több dimenziós, lefúrásos kimutatások, listák összeállítása, OLAP kocka)

### Minőség-ellenőrzés modul[29][30]
- Minőség-ellenőrzési paraméternevek
- Minőség-ellenőrzési metódusok
- Minőség-ellenőrzött tételek
- Tárolók, raktárak
- Megfelelőség
- Címkék, sorozatszámok, sarzs, LOT-szám
- Raktárközi mozgások
- Jegyzőkönyvek
- Kontroll
- Munkatárs neve
- Minőség-ellenőrzés dátuma
- Egyedi azonosítók
- Mennyiségi egységek
- Lejárat
- Selejtezés
- Keverés
- Értékszámítás

### Iratkezelés modul[31][32]
- Iktatókönyv tétel
- Irat minősítés
- Irat állapot
- Irat státusza (kimenő, belső, bejövő)
- Példányszám
- Címzett
- Iratkategória
- Irattár
- Irattípus
- Feladat
- Esemény típus
- Dosszié
- Tárolóhely
- Irathoz kapcsolódó időpontok (Irat kelte, határideje, őrzésének dátuma, stb.)
- Feladatok rögzítése
- Beépített szövegszerkesztő
- Tételhivatkozások
- Lapolvasó (scanner) használata a rendszerből
- Iktatókönyv tétel aláírók
- Vizuális, naptáras eseménynapló
- Képek, dokumentumok exportálása, importálása
- Export lehetőségek: nyomtatható listák, szövegfájl, Word, Excel, XML, stb.
- Fájlok csatolása (tetszőleges formátum)
- Elintézés módja, határideje
- Ügyintéző meghatározása
- Projekt munkaszám

### Szerviz modul[33][34]
- Szerviz szerződések
- Javítási munkalap
- Értékesített eszköz
- Munkalap típusa
- Javítás jellege
- Javítás helye
- Állapotjelzők
- Hibajelenség
- Kiszállás (dátuma, módja, rendszám, menetlevél, gépkocsivezető munkatárs)
- Értékesített eszköz történelme (esemény típusa, esemény dátuma, érintett munkatárs)
- Értékesített eszköz típusa
- Szerviz kimutatások elvégzett munka alapján (havi, féléves, negyedéves, éves)
- Szerviz kimutatások történet alapján (Havi beosztás, karbantartások alapján)

### Kiszállítás modul[35][36]
- Járatok
- Fuvarlevél
- Járatra kiadás
- Leigazolt fuvarlevél
- Leigazolt áruk járatról
- EKÁER online bejelentés
- Rendszerességi definíciók
- Vevői rendelés
- Vevői szerződés
- Terméknyilvántartás
- Ártípus, pénznem, árkedvezmény
- Raktárnyilvántartás (Visszavett mennyiség)
- Raktári lekötés / úton lévő áruk
- Kiszállítás rendszerességének meghatározása
- Járat és partner összerendelés

### Közmű modul[37][38]
- Közüzemi tömeges számlázás (vízdíj, szennyvízdíj, távhődíj, gázdíj, áramdíj, stb.)
- Közszolgáltatási szerződések (közületi, lakossági, társasházi)
- Szerződéses, számlázási szabályok, kedvezmények
- Fogyasztási díjkategóriák
- Alapdíjak, tényleges fogyasztás
- Fogyasztási időszakok
- Környezetterhelési díj
- Óraállások (fogyasztások) rögzítése
- Főmérő, almérők kezelése
- Fogyasztásmérő adatok (szavatosság, javítás, hitelesítés, mérőóra- vagy tulajdonos csere)
- Számlázási módok (átalánydíjas, megosztásos, stb.)
- Tömeges számlázás, egyedi számlázás
- Rész- és elszámoló számlák
- Befizetési módok (pénztári, banki, díjbeszedő, postai csekkes OCR, kompentálás, postai visszautalás)
- Peres ügyek adminisztrációja, kamatszámítás, díjak, illetékek, végrehajtási költségek kezelése
- Nyomtatványok, kimutatások, egyenlegközlők

### Mezőgazdasági specialitások[39][40]
- Őstermelői igazolvány száma / Családi gazdálkodó regisztrációs szám
- Felvásárlási jegy generálás típusa
- Partner (vevő/szállító) nyilvántartás
- Termék-nyilvántartás, Veszteség% (szemét%), Nedvesség%
- Különböző termék / szolgáltatás jellegek
- Több raktár, vámraktárak
- Termékkarton kezelése
- Címkekezelés (raktárhely), lejárat, garancia
- Sorozatszámok, vonalkódok kezelése
- Raktári kalibráció
- Többféle ártípus (árlista) kezelése, árképzés, kedvezmények
- Tetszőleges számú valutanem és árfolyam
- Száradási, zsugorodási súlyveszteség számítása
- Termékek nyilvántartása tetszőleges számú mértékegységekben
- Készletnyilvántartás állattenyésztő üzemeknek
- Medikáció nyilvántartása

### WinDirect extra funkciók[41]
A WinDirect extra funkciók segítségével a WinDirect vállalatirányítási rendszerben olyan funkcionalitást lehet megvalósítani, ami jóval túlmutat a hagyományos ERP rendszerek funkcióin!
- Rendkívüli rugalmasságot adnak a felhasználóknak
- Proaktív eszközöket adnak a vezetőknek.

Az alábbi funkciók olyan különleges szoftverelemek, amelyek segítségével a WinDirect nyíltsága használható ki, házon belül.
- Dexter (Általános adatbázis-bővítési lehetőség)
- Analízis böngésző (Adatbázis böngészőre épülve aggregált információk és komplex elemzések készítése)
- Run-Time Designer űrlapok szerkesztésére (A felhasználói felületek áttervezésére, valamint újak létrehozására szolgál)
- Run-Time Designer nyomtatványok szerkesztésére (A nyomtatott kimenetek áttervezésére, valamint újak létrehozására szolgál)
- Run-Time Designer listák szerkesztésére (A listák, kimutatások, grafikonok áttervezésére, valamint újak létrehozására szolgál)
- Adatbányászat (Adatbázis-böngésző készítése vezetői elemzések céljára)
- Adatcsavar (Két -független- WinDirect rendszer közötti XML-szintű adattovábbítás, -fogadás)
- DTS-Server, mint web-server (A DTS-Server a segítségével Web-Serverként is üzemel, webáruház üzemeltetéséhez, webes kommunikációhoz)
- DBShare (Cégcsoportos működés esetén közös adatbázisok kezelése, intercompany megoldások)
- DTS-Backup (A WinDirect szoftver és a komplex adatbázisok -SQL-adatbázis és spool- együttes mentése/visszatöltése)
- Template (Sablon) mechanizmus (Adatbázisdarabok külső tárolása, visszatöltése)
- Menu-Editor (Menük átszerkesztése, felhasználói menük készítése)
- Nyelvi fordíthatóság (A rendszerben lévő adatok fordíthatósága különféle nyelvekre)
- Rendszergazda Menedzsment (MMC-re épülő szerver-kontroller - felhasználók, jogok, paraméterek, automatizmusok, üzleti szabályok, stb. beállítására)
- Script Debugger (Scriptek futtatásának ellenőrzése, elemzése)
- SMS küldő rendszer (A rendszer használóinak sms-üzenettovábbítási és fogadási mechanizmusa, beépülhet a scriptekbe)
- Messagequeue (E-mail-en, vagy szöveges üzenettel -egy adott szintaktika beiktatásával- a rendszerben akciók végrehajtatása)

## WinDirect követelmények
A WinDirect rendszer kliens-szerver architektúrájú, hálózati alkalmazás. A szükséges rendszerkövetelmények:
- Adatbázis szerver: Windows Server 2012, 2008, Windows 8, 7, XP. Linux operációs rendszer alatt is lehetséges futtatni, ez esetben windowsos virtuális gép segítségével.
- Adatbázis-kezelő: Microsoft SQL Server
- Ajánlott többmagos processzor, legalább 4 GB RAM, min. 300 GB szabad hellyel rendelkező gyors I/O-val rendelkező merevlemezes egység.
- Kliens-oldali szoftver: 32 vagy 64 bites operációs rendszer (Windows 8, 7, Vista, XP), min. 1 GB RAM az alapelvárás
- TCP/IP hálózat

## Főbb WinDirect funkciók
- Nyílt, programozható üzleti szabályrendszer[2][3][6]
- Az adatok kódolva, tömörítve, digitális aláírással ellátva közlekednek[3][6]
- Cégcsoportos működés, távoli telephelyek, távmunka kezelése[6]
- Vezetői információk, kontrolling, adatbányászat, adat analízis lehetőségek[4][6]
- Többnyelvűség[3]
- Bizonylati fa a folyamatok követésére[2][6]
- Mobil eszközök kezelése[6]
- Üzenetküldési lehetőség, SMS küldés[3][6][43]
- Felületek, nyomtatványok, kimutatások átszerkesztési lehetősége, akár házon belül[2][6]
- Korlátlan számú nyelv kezelése[6]
- Jogosultsági rendszer, felhasználói csoportok definiálása[3][6]
- Automatizmusok definiálása egyedileg meghatározott feltételek alapján[2][6][43]
- Potenciális készlet, a beszerzések automatizálásának lehetősége[2][3][6][44]
- Sarzs, LOT követés[6]
- Multidimenziós mennyiségi egységek kezelése, egy termék tetszőleges számú mennyiségi egységben való nyilvántartása[6]
- Többféle árképzési és kedvezmény szabály[2][6]
- Bizományos, ügynöki elszámolások, jutalékok[6]
- Együtt ajánlható és helyettesítő termékek kezelése[6]
- Leltározás[2][6]
- Selejtezés[2][6]
- Visszáru kezelés[2][6]
- Raklapok kezelése[6]
- Vizuális raktártérkép[6]
- Komplex termelésirányítás az anyagszükséglet, kapacitások (gép, humán), időbeli ütemezés figyelembevételével[6][44]
- Az időrendiség vizuális követhetősége Gantt-diagramokon[6][44]
- Gyártástervezés, előkalkuláció, utókalkuláció, költségelemzés[6][44]
- Önköltség számítás, készletérték újraszámítási mechanizmusok[6][44]
- Speciális nyomdai kalkulációk megvalósítása[6][45]
- Minőség-ellenőrzési műveletek, jegyzőkönyvek[6]
- Projektmenedzsment, ütemezések, Gantt-diagramok[6]
- Szerviz munkalapok, anyagfelhasználás, garanciális ügyek kezelése[6]
- Kontírozási szabályok megadásával automatikus könyvelés[2][6]
- Tárgyi eszköz, amortizáció kezelése[2][6]
- Cash-flow, pénzügyi tervezés[2][6]
- Áfa-előrejelzések, kintlévőségek kezelése[6][43]
- Korlátlan számú pénznem kezelése, akár egy tranzakción belül is[6]
- Előlegbekérők, részletfizetések kezelése[6]